# Stapelia
- Commons
- Wikispecies

Stapelia L. é um género botânico pertencente à família Apocynaceae, subfamília Asclepiadoideae (anteriormente, família Asclepiadaceae)

## Espécies
- Stapelia acuminata Masson
- Stapelia arenosa C.A. Lückh.
- Stapelia arnotii N.E. Br.
- Stapelia asterias Masson
- Stapelia barklyi N.E. Br.
- Stapelia baylisii L.C. Leach
- Stapelia cedrimontana Frandsen
- Stapelia clavicorona Verd.
- Stapelia concinna Masson
- Stapelia congestiflora Delile
- Stapelia deflexa hort. ex Haw.
- Stapelia divaricata Masson
- Stapelia divergens N.E. Br.
- Stapelia engleriana Schltr.
- Stapelia erectiflora N.E. Br.
- Stapelia fasciculata Thunb.
- Stapelia flavicomata Haw.
- Stapelia flavopurpurea Marloth
- Stapelia gariepensis Pillans
- Stapelia gettliffei Pott-Leend.
- Stapelia gigantea N.E.Br.
- Stapelia glabricaulis N.E. Br.
- Stapelia glanduliflora Masson
- Stapelia grandiflora Masson
- Stapelia hirsuta L.
- Stapelia immelmaniae Pillans
- Stapelia incomparabilis N.E. Br.
- Stapelia kougabergensis L.C. Leach
- Stapelia kwebensis N.E. Br.
- Stapelia leendertziae N.E. Br.
- Stapelia longipedicellata L.C. Leach
- Stapelia maccabeana A.C. White & B. Sloane
- Stapelia miscella N.E. Br.
- Stapelia mutabilis Jacq.
- Stapelia nobilis N.E.Br. ex Hook.f.
- Stapelia obducta L.C. Leach
- Stapelia olivacea N.E. Br.
- Stapelia paniculata Willd.
- Stapelia parvula Kers
- Stapelia pearsonii N.E. Br.
- Stapelia peglerae N.E. Br.
- Stapelia pillansii N.E. Br.
- Stapelia plantii MacKen ex N. E. Brown
- Stapelia reflexa Haw.
- Stapelia remota R.A. Dyer
- Stapelia rubiginosa Nel
- Stapelia rufa Masson
- Stapelia schinzii Berger & Schltr.
- Stapelia scitula L.C. Leach
- Stapelia similis N.E. Br.
- Stapelia surrecta N.E. Br.
- Stapelia tsomoensis N.E. Br.
- Stapelia uncinata Jacq.
- Stapelia unicornis C.A. Lückh.
- Stapelia vetula Masson
- Stapelia villetiae C.A. Lückh.

## Classificação do gênero
| Sistema | Classificação                    | Referência               |
| ------- | -------------------------------- | ------------------------ |
| Linné   | Classe Pentandria, ordem Digynia | Species plantarum (1753) |